# Paul Léon Marie Joseph Armand Orban
 (décembre 2024).
Pour les articles homonymes, voir Orban.
Paul Léon Marie Joseph Armand Orban, né à Anderlecht le 30 avril 1884 et mort à Bruxelles le 23 mars 1972, est un magistrat belge, ayant notamment exercé au Congo belge.

## Vie privée
Paul Orban est le fils de Louis Gérard Orban, expert de change, et de Joséphine Aldegonde Julie Lesigne. Il a notamment une sœur, Maria Orban (1885-1957), dont il fut le témoin au mariage en 1908. Il grandit dans une famille chrétienne. Il se marie lors de son retour en Belgique, entre deux périodes de service, de août 1911 à février 1912, avec Laure Marie Charlotte De Coster. Ensemble, ils ont trois filles et un garçon, Geneviève en 1912, Jacqueline en 1914, puis Janine (parfois écrit Jeanine) et Paul, tous deux nés après 1920. Il reste un fervent chrétien tout au long de sa vie, et s'affaire à différentes œuvres. Il est notamment visiteur de prison.

## Éducation
Il fait ses études secondaires au Collège Saint-Michel, à Bruxelles. Puis, il entreprend ses études universitaires à l'Institut Saint-Louis de Bruxelles où il obtient un diplôme en philosophie et lettres. Il continue avec un doctorat en droit à la Katholieke Universiteit Leuven jusqu'en 1907. Il est également diplômé de l'armée belge.

## Carrière
Il commence sa carrière judiciaire en tant que stagiaire de 1907 à 1909. En 1908, il s'engage dans un premier terme au Congo belge. Cela marque le début de sa carrière en tant que magistrat colonial. Le magistrat est une personne investie d'un pouvoir politique, juridique ou administratif. La magistrature coloniale belge se distingue par le jeune âge des magistrats. Ils sont souvent envoyés au Congo belge directement après leurs études, comme dans le cas de Paul Orban.
En 1909, Paul Orban devient substitut suppléant près du Tribunal de première instance de Boma. La position de substitut implique qu'il est magistrat, placé sous l'autorité du Procureur. Généralement, lors de leurs premiers termes, les magistrats envoyés au Congo belge sont affectés à un poste près de Boma. Cela permet à leurs supérieurs de mieux les superviser.
La même année 1909, il devient substitut près du Conseil de guerre établi au chef-lieu de la zone de Ponthierville. Toujours en 1909, il est substitut suppléant du Tribunal de première instance et Conseil de guerre de Stanleyville. Puis, en 1910, il est substitut près du Tribunal territorial de Basoko. Il devient substitut du Conseil de guerre du chef-lieu du district de l'Aruwimi, la même année, et substitut suppléant près du Tribunal de première instance de Coquilhatville. Sa carrière est marquée par une grande mobilité. C'est généralement le cas du personnel judiciaire au Congo belge. En effet, les magistrats du Congo belge passent souvent de postes liés à la justice civile à d'autres postes liés à la justice militaire. Ils occupent même parfois les deux en même temps. De plus, leur inamovibilité n'est pas assurée légalement. Cela implique donc que les magistrats, qu'ils soient nommés à titre provisoire ou bien permanent, peuvent être déplacés si les circonstances l'exigent. Paul Orban illustre bien cette mobilité. Le 04 août 1911, à la fin de son terme, il quitte le Congo belge et obtient une mention honorable.
En février 1912, il repart au Congo belge et commence un deuxième terme de deux ans. Il devient substitut du Procureur d'État près du Tribunal de première instance de Stanleyville. Il quitte son poste avant la fin de son terme, en août 1913, pour cause de maladie. Contrairement à la magistrature en métropole, les magistrats belges ne s'engagent pas pour une longue carrière dans la colonie. En effet, la plupart ne remplissent que deux ou trois termes avant de rentrer en Belgique. Cela s'explique par les conditions de vie difficiles (maladies, climat, éloignement des proches, etc.). Les magistrats doivent alors développer une carrière en métropole.
En 1914, Orban est nommé avocat à la Cour d'Appel de Bruxelles. Mais il est également réquisitionné pour la guerre où il est caporal, puis sergent, puis adjudant et enfin sous-lieutenant. Il est toutefois rapidement rappelé par la colonie. C'est ainsi que de l'année suivante et jusqu'en 1920, il est administrateur territorial principal du Congo belge. Il devient aussi adjudant, chef du service administratif de la justice et chef du service des Secrétariats. En outre, il est mis à la disposition du Ministère des Colonies.
En 1916, Orban travaille à Kabinda où il est l'assistant de Charles de Meulenaer, le commissaire du district de Lomami. Sur la demande du vice-gouverneur général de la province du Katanga à De Meulenaer, Orban est envoyé auprès du roi Kabongo pour étudier sa relation avec les chefs locaux Luba. Le 14 mai, il rédige quatre rapports sur la situation : 
- Historique de la chefferie Kabongo (Déclarations du chef Kabongo et de ses nyampara) ;

- Généalogie et résidence des chefs ayant régné sur les Baluba, installés de ce côté-ci du Lualaba ;

- Cheffesses chez les Baluba ;

- Situation des ancêtres de Kikondja.

À la suite de son premier rapport, Orban est soupçonné d'avoir plagié l’Historique des Balubas de Gérard-François Declerck, un magistrat colonial belge travaillant également pour le district du Lomami. Il est fort possible qu'Orban ait eu accès au rapport de De Cleck quand il a rédigé le sien mais il est dit qu'il s'en serait plutôt inspiré. Ils avaient accès aux mêmes informations mais devaient tous deux donner une perspective différente. Orban s'intéresse à l'histoire Luba selon la perspective du roi Kabongo, tandis que Declerck s'intéresse à la relation du roi Kasongo-Niembo avec le passé Luba.
De 1920 à 1922, il est directeur du Ministère des Affaires économiques. Après cette fonction, il exerce la profession d'avocat-conseil des sociétés coloniales dont le groupe Empain, une entreprise belge active dans les secteurs des transports et de l’électricité, fondée par Edouard Empain à la fin du XIXe siècle. Après la Première Guerre mondiale, deux entreprises sont créées pour financer l'activité coloniale du groupe Empain. Il s'agit de l’Auxiliaire industrielle et financière des Grands Lacs africains (Auxilacs) et de la Compagnie Commerciale, Industrielle et Minière de Maniema (CIM), où Orban travaillera. En effet, il devient secrétaire général du CIM, ainsi que membre du Comité minier des Grands Lacs de 1929 à 1932. Puis, il devient chef du contentieux de multiples sociétés coloniales où il s'occupe de plusieurs filiales dont l’Auxilacs et la Société des Chemins de Fer du Congo Supérieur aux Grands Lacs Africains (CFL), également crée par Edouard Empain. De même, en 1933, il est membre du Conseil du Cercle royal africain, où il donne des conférences.
De 1935 à 1946, il est administrateur fondé de pouvoir du CFL. En 1950, il commence une carrière journalistique en co-fondant le Journal des Tribunaux d'Outre-Mer. Ce périodique juridique traite de la législation coloniale. Il cesse de paraître en 1961. En parallèle, Orban poursuit son activité juridique en tant que membre de diverses commissions gouvernementales et paritaires. En 1953, il entre au Conseil colonial, qui deviendra par la suite le Conseil de Législation. Il s'agit de l'organe gouvernemental belge situé à Bruxelles et dont la mission est de s'occuper de la législation et des contrats fonciers et miniers du Congo belge.
À 73 ans, en 1957, il prend sa pension en tant que magistrat mais reste tout de même actif, et ce jusqu'à sa mort, en 1972.

## Appréciations
Il est dit suite, à son premier terme au Congo belge, dans les notes du gouvernement local, que Paul Orban est "un très bon magistrat. Il est travailleur, intelligent, semble bien doué. Il a des connaissances juridiques, de l'ordre et de la méthode". L'observateur ajoute qu'il est "zélé, se distingue par de grandes qualités d'ordre et de méthode. Il est le plus discipliné et tient largement compte des conseils qui lui sont donnés. C'est un fonctionnaire affable, distingué, bien élevé".
Lors de son second terme, les observations à son égard sont également positives. Il est dit qu'il est toujours travailleur et consciencieux. Il se distingue par son "caractère excellent, discipliné et [son] éducation parfaite".
Par ailleurs, il est dit de lui qu'il est "le plus grand spécialiste colonial de la législation du travail" dû à ses nombreuses publications sur le sujet.

## Dépréciations
Le 18 novembre 1918, il reçoit une punition consistant en une retenue de la moitié de son salaire sur quinze jours. Les motifs sont au nombres de neuf. Il lui est reproché : 
- D'avoir délégué une partie de ses pouvoirs, en tant que commissaire de district, à un autre fonctionnaire n'appartenant pas au service territorial ;
- D'avoir, à plusieurs reprises, manqué de franchise dans ses rapports avec ses sous-ordres ;
- D'avoir ordonné à un de ses subordonnés de se rendre à Léopoldville, en raison d'un certificat médical, alors qu'il savait que ce dernier avait été retiré ;
- D'avoir infligé une peine de suspension de fonction sans que cela ne soit justifié ;
- D'avoir puni injustement l'un de ses sous-ordres ;
- D'avoir été incorrect envers des missionnaires évangéliques ;
- D'avoir abusé de ses fonctions afin d'effectuer une perquisition pour un délit insignifiant ;
- D'avoir ignoré les instructions administratives en déplaçant l'un de ses subordonnés pour raison de santé, alors que le service médical avait refusé d'émettre un certificat afin que cette personne soit déplacée ;
- D'avoir ignoré les intérêts de la colonies en procédant à l'achat de tissu auprès d'un marchand, tout en sachant qu'un concurrent du vendeur pouvait fournir des marchandises semblables à meilleur prix[3].

## Décorations
- Étoile de service à une raie ;
- Étoile de service à deux raies (14 janvier 1914) ;
- Étoile de service à trois raies (22 octobre 1917)[3] ;
- Officier de l'Ordre de la Couronne[1] ;
- Chevalier de l'Ordre royal du Lion (21 juillet 1917)[3] ;
- Chevalier de l'Ordre de Léopold ;
- Médaille civique de deuxième classe ;
- Médaille de la Victoire ;
- Médaille commémorative de la guerre 1914-1918 ;
- Médaille de la restauration nationale ;
- Sept chevrons de front[1].

## Publications

### Ouvrages
- Droit minier du Congo belge (1938), Bruylant ;
- Le contrat d'emploi (1949), Larcier ;
- Le contrat de travail (1955), Larcier ;
- Droit civil du Congo belge, t. II (1956), Larcier.

### Article de journal
- Rôle social de l’Européenne dans la communauté congolaise (avril 1958, Le Soir).

### Autres
- Les allocations familiales au Congo (novembre 1958, communication à l'Académie Royale des Sciences d'Outre-mer (ARSOM)) ;
- Préface de l'ouvrage Le permis de travail, de G. Cepelle ;
- Une vingtaine de rapports sur divers décret au Conseil royal africain (1953-1962) ;
- Une centaine de notes de jurisprudence, de recensions et d'articles au Journal des Tribunaux d'Outre-Mer (1950-1961)[1].

### Travaux
- Association pour la valorisation des archives d’entreprises (AVAE), Archives du groupe Empain. Inventaire par l’AVAE de 1892 à 1977, Tervuren, Musée royal de l’Afrique centrale, en ligne, <https://www.africamuseum.be/sites/default/files/media/docs/research/collections/archives/archives-empain-bck.pdf>, consulté le 02 mai 2023.

- ENGELS Alphonse, Declerck (Gérard-François), dans Biographie coloniale Belge = Belgische koloniale biographie, t. II, Bruxelles, Académie Royale des Sciences coloniales, 1951, col. 237-239.

- ENGELS Alphonse, Meulenaer (de) (Charles – Eugène -Edouard), dans Biographie coloniale belge = Belgische koloniale biographie, t. II, Bruxelles, Académie Royale des Sciences coloniales, 1951, col. 694-695.
- Journal des Tribunaux d'Outre-Mer, Site officiel de Digithemis, <http://www.digithemis.be/index.php/ressources/doctrine/revues/revues-coloniales/jtom>, consulté le 2 mai 2023.

- Magistrat, Site officiel du CNRTL, <https://www.cnrtl.fr/definition/magistrat#:~:text=masc.-,MAGISTRAT%2C%20subst.,pouvoir%20politique%2C%20administratif%20ou%20judiciaire>, consulté le 2 mai 2023.

- MONTEL Laurence, NGONGO Enika, PIRET Bérengère et LE POLAIN DE WAROUX Pascaline, Prosopographie et biographie. Regards croisés sur la magistrature coloniale belge, dans C@hiers du CRHIDI, vol. 40, 2017, p. 1-25, en ligne, <https://popups.uliege.be/1370-2262/index.php?id=356&gathStatIcon=true&lang=fr>, consulté le 7 mai 2023.

- ORBAN Paul et REEFE Thomas, Report No. 2: Paul Orban, « Historique de la Chefferie Kabongo (Declarations du Chef Kabongo et de ses Nyampara) » (14 May 1916), dans The International Journal of African Historical Studies, vol. 17, no 3, 1984, p. 487‑496, en ligne, <https://www.jstor.org/stable/218329>, consulté le 02 mai 2023.

- SOHIER Jean, Orban (Paul Léon Marie Joseph Armand), dans Biographie Belge d’Outre-Mer = Belgische overzeese biografie, t. VIII, Bruxelles, Académie Royale des Sciences d’Outre-Mer, 1998, col. 336-338.

### Sources
- Archives Générales du Royaume 2 (AGR2), Acte de mariage n° 560 de la commune d'Anderlecht. Archive inédite des AGR2, 30 décembre 1908, en ligne, <https://search.arch.be/fr/rechercher-des-personnes/resultats/weergave/akte/id/HUBRU_00635650_0/q/persoon_achternaam_t_0/Orban/q/persoon_voornaam_t_0/Paul/q/zoekwijze/p?M=0&V=0&O=0&persoon_0_periode_geen=0&persoon=SFVCUlVfQ182MDM2NDA%3D&tmpl=component, consulté le 13 mars 2023.

- Archives Générales du Royaume 2 (AGR2), Administration métropolitaine. Personnel d’Afrique. Dossiers généraux. Matricule 340. Archive inédite des AGR2, Fonds « Ministère des Colonies », n° 785, 1877-1960.

- Archives Générales du Royaume 2 (AGR2), Administration métropolitaine. Personnel d’Afrique. Dossiers généraux. Matricule 515. Archive inédite des AGR2, Fonds « Ministère des Colonies », n° 786, 1877-1960.

- Archives Générales du Royaume 2 (AGR2), MINICOL. Administration métropolitaine. Personnel d’Afrique. Archive inédite des AGR2, Fonds « Colonie », n° 2955, 1877-1990.